# ماوريزيو دوميزي
ماوريزيو دوميزي (بالإيطالية: Maurizio Domizzi)‏ (مواليد 28 يونيو 1980 في روما - إيطاليا) لاعب كرة قدم إيطالي سابق لعب في مركز قلب الدفاع.

## روابط خارجية
- ماوريزيو دوميزي على موقع قاعدة بيانات كرة القدم.إي يو (الإنجليزية)
- ماوريزيو دوميزي على موقع Soccerway.com (الإنجليزية)
- ماوريزيو دوميزي على موقع عالم كرة القدم.نت (الإنجليزية)
- ماوريزيو دوميزي على موقع كووورة
- ماوريزيو دوميزي على موقع AS.com (الإسبانية)